# Legend of Lemnear
Legend of Lemnear (極黒の翼 バルキサス, Kyokkoku no Tsubasa Valkisas) est un manga en 3 volumes, scénarisé par Kinji Yoshimoto et dessiné par Satoshi Urushihara.
Il a été publié en France par Pika Édition dans la collection Senpai. 
Certaines images de cette œuvre sont dans l'artbook Venus sorti en France par l'editieur BDérogene
Il existe aussi en version dessin animé (OAV).